# 일본화물철도 EF210형 전기 기관차
EF210형 전기 기관차(일본어: JR貨物EF210形電気機関車)는 일본화물철도(JR화물)가 1996년부터 제조한 평탄 노선용 직류 전기 기관차이다.

## 개요
종래의 직류 전철화 구간 표준 기관차였던 EF65형 전기 기관차와 EF66형 전기 기관차는 년월 35 - 40년이 경과한 차량이 증가하고 있었으며 같은 형식을 다수 승계한 JR 화물에서는 갱신 공사를 시공하여 수명 연장을 도모해 왔다. 본형식은 종래 두형식의 후속 기관차로서 또한 도카이도·산요선 계통의 1,300t 컨테이너 화물열차 운용 확대에 충당할 목적으로 개발하였다.
JR의 기관차 처음으로 애칭이 채용되었으며 공모 결과 '오카야마 기관구에 소속된 저전력 대출력 기관차'라는 뜻으로 'ECO-POWER 모모타로'로 명명되었다.

## 구조
차체는 외판은 부식 방지의 관점에서 내후성 강판을 사용하여 지붕은 기기 탈착을 고려한 2분할 탈착 가능한 구조이다. 고운전대식 비관통의 전면 형상으로 정면 창문 위에 짧은 행랑방을 마련했다. 또 요산선에 존재하는 토리고에 터널 이서의 초협소 터널을 통과하기 위한 대책을 실시하고 있다.
기계실 내 기기 배치는 Z형 통로 형식이며, 차체 중앙에서 통로 배치가 바뀐다. 이는 기기실 내의 통로폭을 확보하고 정비성의 향상에 배려한 것으로 이를 위해 측면 창 배치는 방향이 좌측으로 채광창이 함께 방향을 오른쪽에 통풍 구멍을 마련하는 배치가 된다.
삼상 유도 전동기를 GTO 소자를 사용한 VVVF 인버터로 제어하는 시스템은 EF200형 전기 기관차와 동일하지만 제작과 운용 비용 저감으로 본형식은 1대의 인버터로 2대의 전동기를 제어하는 1C2M 방식으로 되어 있다. 인버터의 결선은 1축째와 5축째, 2축째와 6축째, 중간의 3축째와 4축째의 전동기가 되고 있다. 덧붙여 2000년 이후에 신조된 100번대에서는 인버터의 구조가 IGBT 소자로 변경되었으며, 1대의 인버터로 1대의 전동기를 제어하는 1C1M 방식이 되었다.
본형식은 일본의 전기 기관차로서는 처음으로 '30분 정격'의 개념을 채용했으며 정격 출력은 3,540kW(30분)의 설정으로 설계되었다. 이들의 대응으로 인해 성능은 EF200형(1시간 정격 출력 6,000kW)에 비교하여 소폭 줄어들었긴 했지만, 도카이도 본선 세키가하라 부근의 연속 구배 10‰에서의 운용이 가능해져 EF66형 전기 기관차와의 공통 운용도 가능하다.
보조 기기류나 계기류의 전원을 공급하는 보조 전원 장치에 정지형 인버터(SIV)을 탑재했다.
대차는 축량식 볼스터리스 대차의 2축 보기 대차로 요댐퍼가 설치되어 있다. 액슬 박스 지지는 축인장 방식의 탄성 지지, 대차에 탑재되는 구동 장치는 1단 기어 감속 현수식으로 하고 있다.
제동 장치는 보수 생력화의 관점에서 유닛 제동을 사용한 소결 합금제와 제륜자의 편측압식으로 하고 있다. 제동 방식은 발전제동 병용 전기지령식 제동이며 세키가하라 부근의 10‰ 연속 하구배에서 1,300t 화물을 억속 운행할 수 있는 성능이다.
전동기 등의 냉각에 사용하는 전동 송풍기는 FMH3012-FFK12형을 8기 탑재했다. 내역은 전동기·인버터용이 3기, 배진용이 3기, 제동 저항기용이 2기이다.
운전 정비 중량은 100.8t으로 EF66형과 동일하다.
공기 제동 등에 사용되는 압축 공기를 공급하는 전동 공기 압축기는 FMH3008-FC3000A형을 1기 탑재했다.

## 형태 구분

### 시제차(901호기)
1996년 3월에 미쓰비시 전기·가와사키 중공업에서 제작되었으며 본형식의 시제차이다.
신쓰루미 기관구에 신제 배치되었으며 각종 시험에 제공되었다. 1997년 8월에 오카야마 기관구에 전속했다. 양산차와는 차체측면 1엔드측의 루버형상이나 지붕 승강 스텝의 위치가 다른 것 외에 운전석 측창이 약간 작고 운전대 주위의 도장 패턴이 약간 다르다. 측면의 차량 번호 표시는 방향 오른쪽의 조수석측 출입문 부근에 있다.
주전동기는 FMT3형(565kW), 기어비는 1:4.44로 제작되었지만 2005년 3월에 양산화 개조를 실시했으며 양산차와 동일한 전동기 FMT4형을 탑재했는데, 기어비도 양산차와 동일하게 되어있다. 팬터그래프는 하부교차식의 PS22D형이다.

### 기본 번대(1 - 18호기)

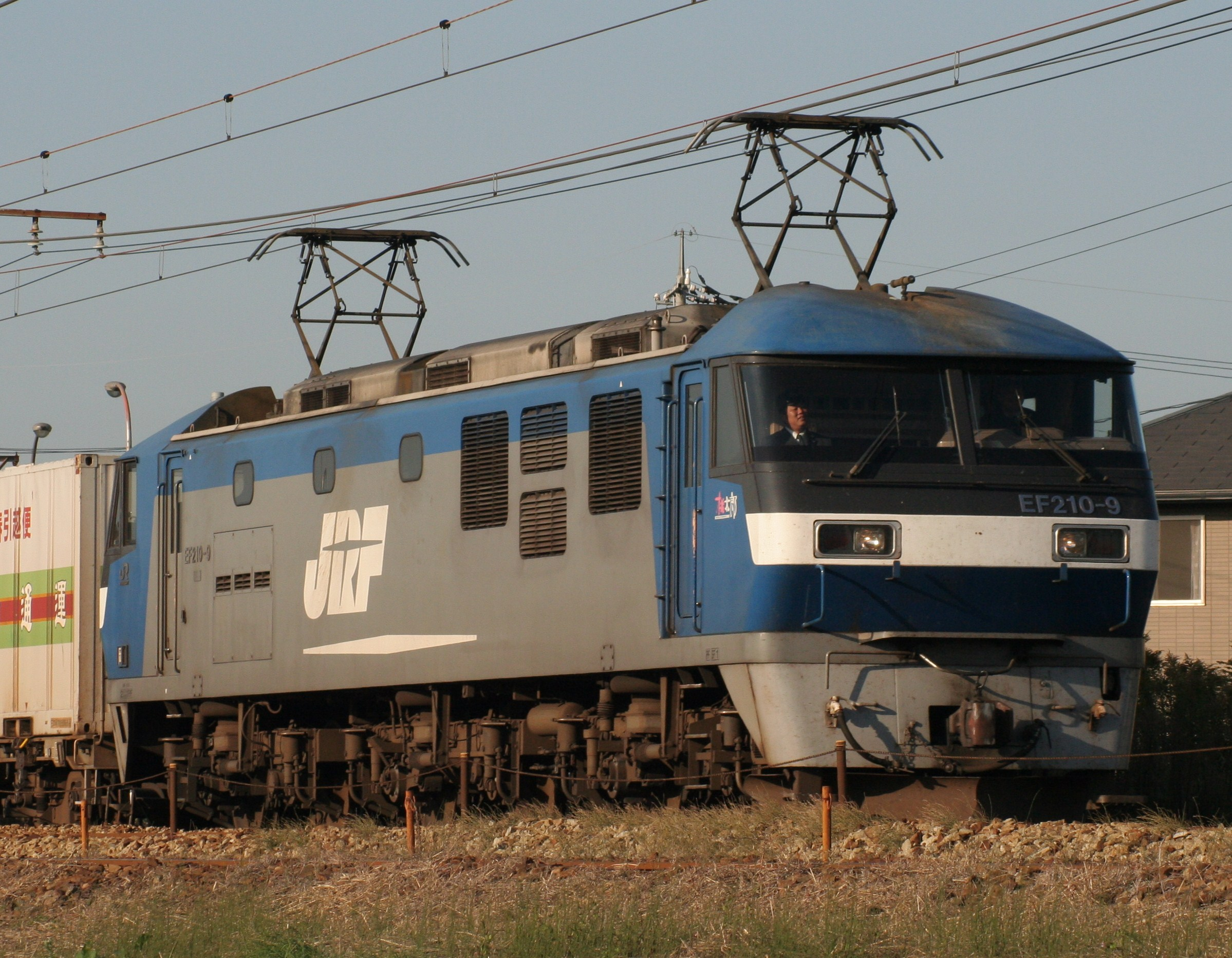
0번대 EF210-9
(2007년 11월 21일/니시아치 - 구라시키)

1998년 7월 - 같은해 11월에 미쓰비시 전기·가와사키 중공업에서 제작되었으며 본형식의 양산차이다.
주전동기를 동일한 출력이면서 소형인 FMT4형(565kW)으로 개량하였으며 이는 이후의 신형 전기 기관차에도 표준으로 탑재되었다. 주행 장치는 기어비가 1:4.44에서 1:5.13으로 변경되었으며 주전동기를 소형화했기 때문에 대차 축거는 2,600mm에서 2,500mm로 짧아졌다. 측면의 차량 번호 표시는 방향 왼편의 운전석측 출입문 부근으로 옮겨졌다. 신제시부터 'ECO-POWER 모모타로'의 로고 마크(소형)가 조수석측 창 아래에 그려졌다. 팬터그래프는 하부교차식의 PS22D형이다. 전차량이 오카야마 기관구에 배치되어 있다.

### 100번대(101호기 - )

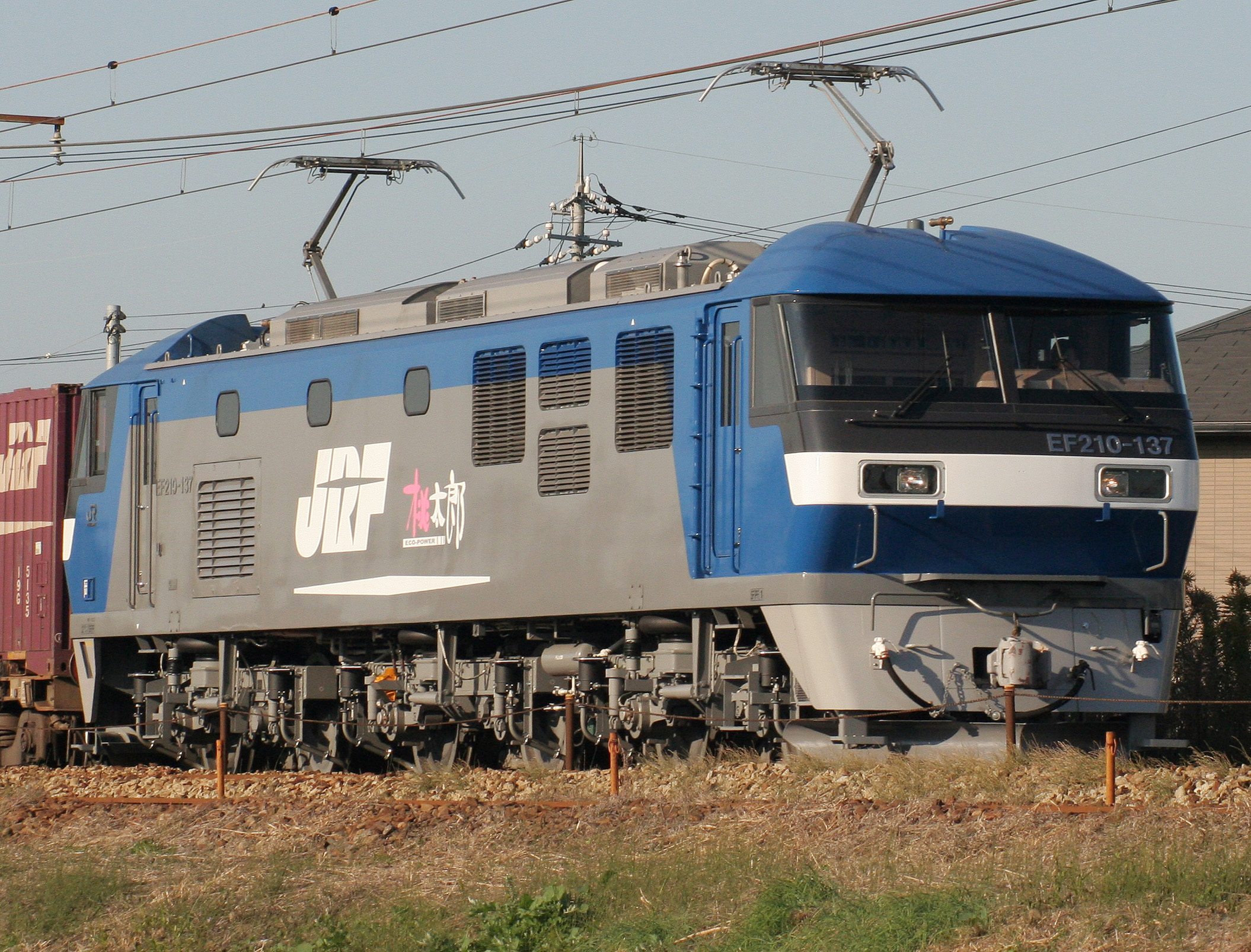
100번대 후기형(EF210-137)
(2007년 11월 21일/니시아치 - 구라시키)

2000년 3월 이후 미쓰비시 전기·가와사키 중공업에서 제작하던 도중의 개량이 이루어졌다.
VVVF 인버터의 정류 소자를 IGBT로 변경하여 제어 시스템도 1대의 인버터로 1대의 전동기를 제어하는 1C1M 방식으로 변경되었다. 보조 전원 장치로 탑재된 정지형 인버터(SIV)의 고장시 주회로 제어용 인버터의 한 무리를 SIV의 백업으로 사용할 수 있는 페일 세이프로 이루어져 있다.
외관상 기본 번대와는 측면 채광창·루버의 횟수나 배치가 다르기 때문에 큰 'ECO-POWER 모모타로'의 로고가 측면의 중앙에 위치해 있다. 109호기 이후는 팬터그래프를 싱글암식 FPS-4형으로 했으며, 관절부는 차단측 방향으로 탑재된다.
| 제조 순서 | 제조 년도 | 차량 번호 | 신조 배치                                       |
| --------- | --------- | --------- | ----------------------------------------------- |
| 1차차     | 1999년도  | 101・102  | 오카야마 기관구                                 |
| 1차차     | 2000년도  | 103 - 105 | 오카야마 기관구                                 |
| 1차차     | 2001년도  | 106 - 108 | 오카야마 기관구                                 |
| 2차차     | 2002년도  | 109 - 111 | 오카야마 기관구                                 |
| 2차차     | 2003년도  | 112・113  | 오카야마 기관구                                 |
| 2차차     | 2004년도  | 114・115  | 오카야마 기관구                                 |
| 2차차     | 2005년도  | 116 - 125 | 오카야마 기관구・신쓰루미 기관구                |
| 2차차     | 2006년도  | 126 - 131 | 오카야미 기관구                                 |
| 2차차     | 2007년도  | 132 - 141 | 오카야마 기관구・신쓰루미 기관구・스이타 기관구 |
| 2차차     | 2008년도  | 142 - 155 | 오카야마 기관구・신쓰루미 기관구・스이타 기관구 |
| 2차차     | 2009년도  | 156 - 164 | 오카야마 기관구・신쓰루미 기관구・스이타 기관구 |
| 2차차     | 2010년도  | 165 - 173 |                                                 |

### 300번대(301호기 - )

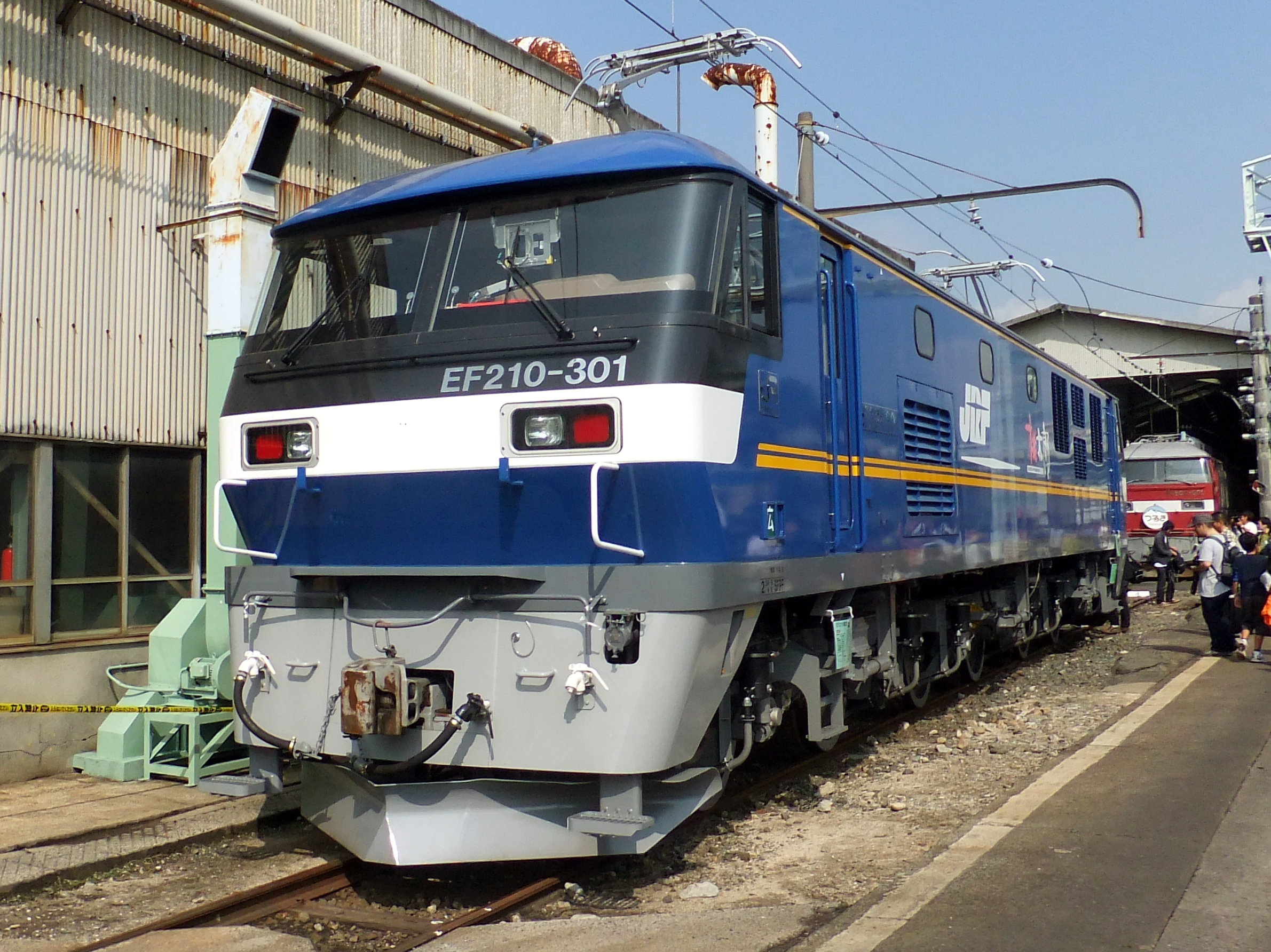
300번대 EF210-301
(2012년 10월 28일/히로시마 차량소)

경년 40년을 넘은 세노하치용 구배 보조 기관차인 EF67형(특히 0번대)의 교체용으로서 2012년 7월에 계획이 발표되었다. 그 해 9월 3일에 301호기는 가와사키 중공업에서 출고되어 약 1개월의 현차 훈련과 시운전을 거친 뒤 히로시마 차량소에 배치되었다. 2013년 3월 16일부터 영업 운전을 개시하였다. 그 후 같은 해 4월 23일에 302호기가 가와사키 중공업을 출장하였다. 같은 달 26일부터 히로시마로 회송되어 다음 28일에 히로시마 도착했다. 정비후 이날 밤부터 운행을 개시했다. 그리고 그 해 5월 22일에 303호기가 가와사키 중공업을 출발했다.
100번대를 기반으로 하고 있으며 구배 보조 기관차로 운용하기 위해 실리콘 고무를 내장한 신형의 완충기를 양단의 연결기에 채용했다. 이는 화물 열차를 편성 후부에서 인장력이 가해질때 상황에 따라서 편성 내의 연결기에 충격력이 가세할 경우 이를 완화하기 위한 것이다. 기존의 완충기에 초고점성 실리콘 고무를 충전한 실린더를 넣어 인장 측에서는 기존의 고무 블럭에 따른 변형 저항으로 인한 충격을 흡수하지만, 압축 측(끌어당기는 때)에서는 그것에 따른 변형 저항에 실리콘 고무의 유동 저항이 겹쳐 보다 높은 충격 흡수 능력을 가지고 있다. 그 장비를 위해 완충기의 대형화, 차체장은 측면 200mm로 전체적으로는 400mm 길어지고 있다. 차체 도색은 표준형과 다른 파란 바탕에 2개의 노란색 라인을 넣은 것이다.

## 운용·현황
본형식은 신조 이래 도카이도 본선·산요 본선에서 사용된 것 외에 더 나아가 도호쿠 본선의 구로이소역, 다카사키 선의 구라가노 역, 세토오하시선을 경유하는 다카마쓰 화물 터미널역, 니하마 역까지의 운용이 존재하며 번대에 의한 구분은 없고 전차량 공통으로 운용되고 있다. 요산선에서의 사용을 앞두고 가가와현과 에히메현 사이의 경계에 놓인 도리고에 터널 이서의 초협소 터널을 통과하기 위한 대책을 실시하였다.
127호기는 신조 직후 2006년 9월 상순 세이쇼 화물 - 도쿄 화물터미널 사이에서 1300t 열차 견인 시험을 7일간 실시했다.
2006년 6량 증비가 실시되었으며 모두 오카야마 기관구에 집중 투입되었다. 2007년도에는 10량의 증비가 실시되었으며 거기까지 본형식이 배치되어 있었던 신쓰루미, 오카야마의 양기관구 외에도 EF66형 교체를 위해 3량이 스이타 기관구에도 배속되었다. 2008년도에는 14량, 2009년도에는 9량, 2010년도에는 9량의 제작이 예정되어 있다.